# Ботники
Ботники — деревня в Исетском районе Тюменской области России. Входит в состав Солобоевского сельского поселения.

## Климат
Климат континентальный с холодной зимой и жарким непродолжительным летом. Продолжительность солнечного сияния — 2076 часов в год. Безморозный период длится в среднем 191 день. Среднегодовое количество осадков — 374 мм, из которых около 304 мм выпадает в период с апреля по октябрь. Продолжительность периода с устойчивым снежным покровом — 150 дней.

## История
До 1917 года в составе Красногорской волости Ялуторовского уезда Тобольской губернии. По данным на 1926 год состояла из 79 хозяйств. В административном отношении входила в состав Малышовского сельсовета Исетского района Тюменского округа Уральской области.

## Население
| 2010 |
| ---- |
| 148  |

По данным переписи 1926 года в деревне проживало 346 человек (161 мужчина и 185 женщин), в том числе: русские составляли 100 % населения.

### Национальный состав
Согласно результатам переписи 2002 года, в национальной структуре населения русские составляли 71 % из 161 чел.